# Merana
Merana és un municipi situat al territori de la província d'Alessandria, a la regió del Piemont (Itàlia).
Limita amb els municipis de Piana Crixia, Serole i Spigno Monferrato.

## Galeria fotogràfica

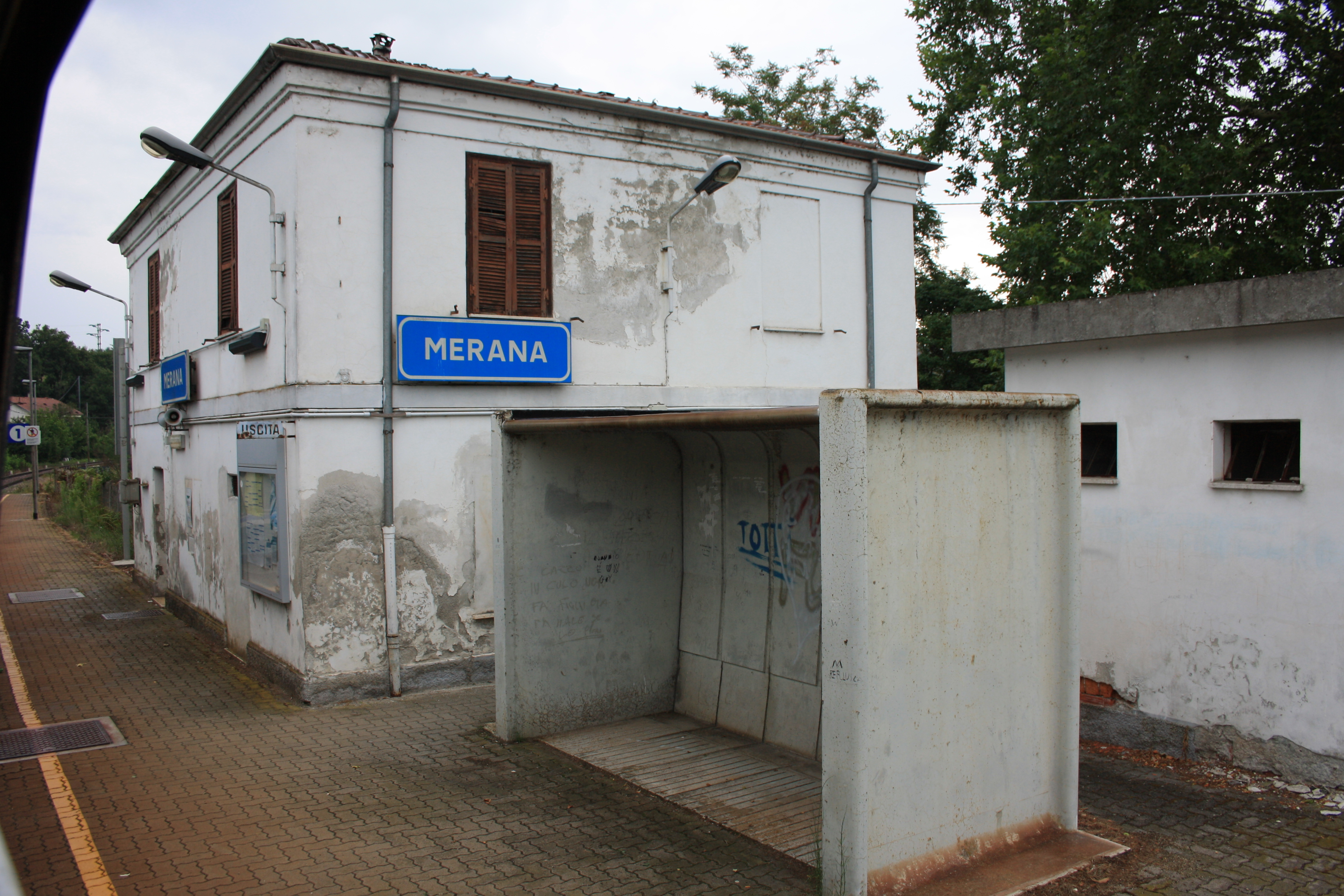
Estació de Merana